# ديفيد ثوربورن
ديفيد ثوربورن هو سياسي كندي، ولد في 1790، وتوفي في 1 نوفمبر 1862.